# Maria Meeresstern (Sellin)

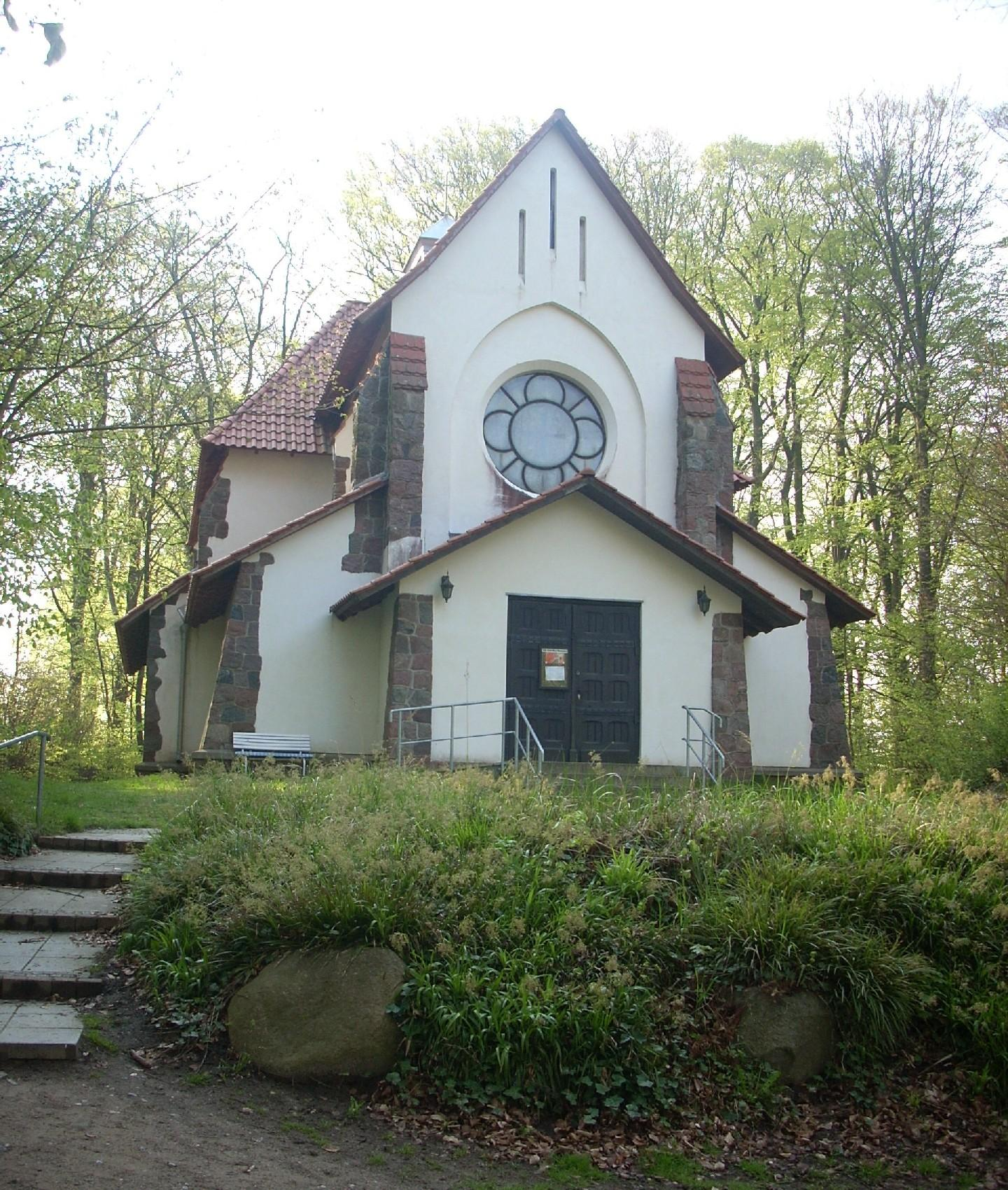
Maria Meeresstern, Portalseite

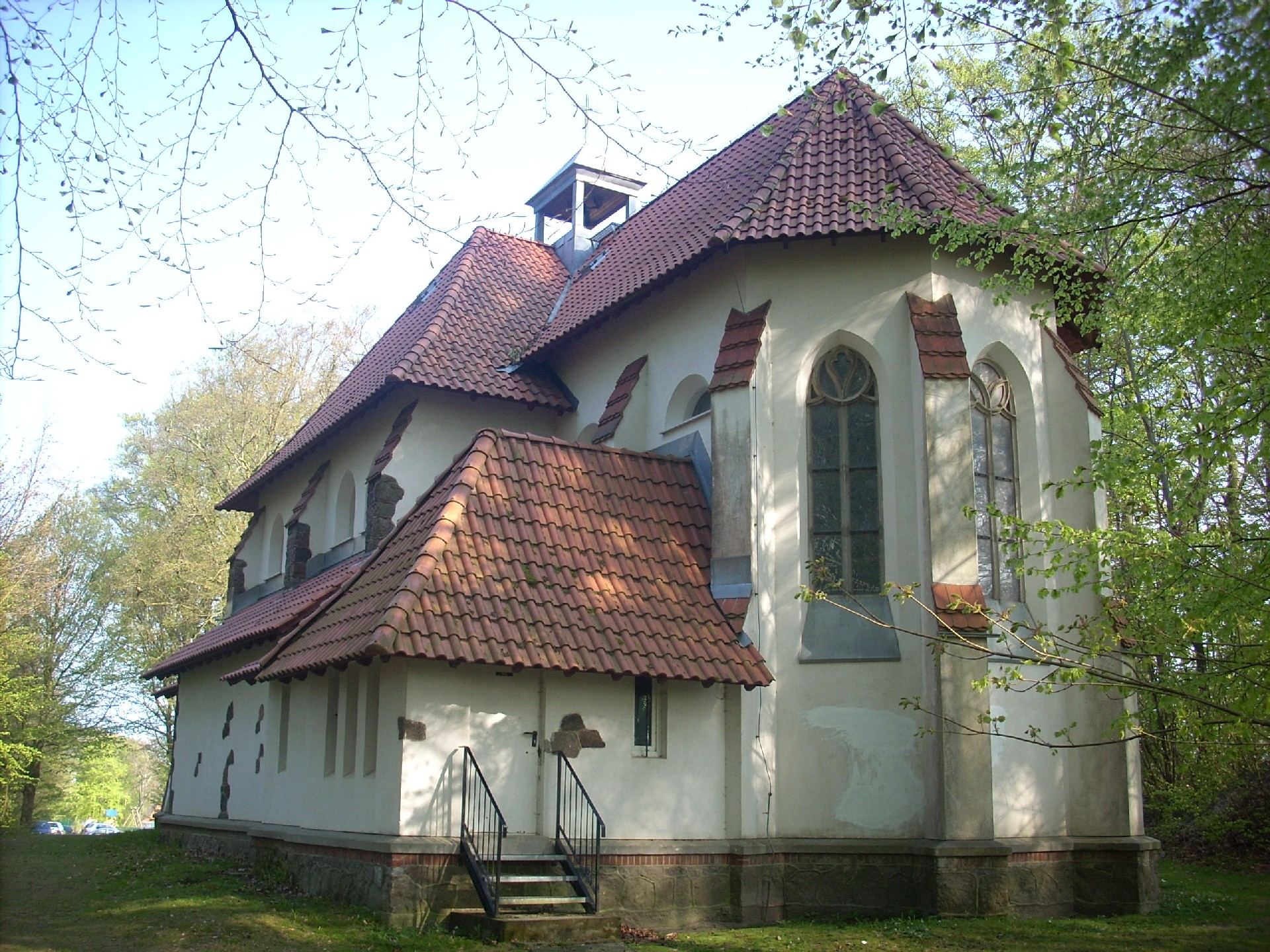
Rückseite

Maria Meeresstern ist der Name der römisch-katholischen Kirche im Ostseebad Sellin auf Rügen. Der Name nimmt, passend zum Standort, den alten Marientitel Stella Maris auf.
Die Kirche wurde 1912 unter Pfarrer Maximilian Kaller geweiht, in zeitlicher Nähe zu den katholischen Kirchen St. Bonifatius in Bergen (1912) und Herz Jesu in Garz (1913).
Seit der Zunahme des Bädertourismus im letzten Viertel des 19. Jahrhunderts war der Wunsch lebendig geworden, für katholische Urlauber auf Rügen die Möglichkeit zum Gottesdienstbesuch zu schaffen. Dies geschah seit 1906 in verschiedenen Provisorien.
Für die Selliner Kirche konnte ein eindrucksvoller Bauplatz auf der Höhe des Steilufers gewonnen werden. Der Kölner Regierungsbaumeister Heinrich Krings entwarf das Bauwerk im Stil des Historismus mit romanischen und gotischen Elementen. Die Bauform ist die einer kleinen Basilika.
1949 wurde die Kirche der Kuratie Binz unterstellt.
Eine Besonderheit ist die alljährliche Inselwallfahrt zur Selliner Kirche. Erstmals am Pfingstmontag 1951 ließen mehrere hundert Heimatvertriebene mit Bischof Wilhelm Weskamm das katholische Brauchtum aufleben. 1952 stifteten die Wallfahrer einen von Georg Tyllack geschnitzten Muttergottesaltar. Da die Wallfahrt den DDR-Behörden missfiel, die unter anderem das Gebiet in Ufernähe nachts zum Grenzgebiet erklärten, wurde sie Ende der 1960er Jahre nach Bergen verlegt.
1995 wurden vom Architekten Gustav Nitz geleitete umfangreiche Sanierungsarbeiten abgeschlossen. Seit Pfingsten 1996 wurde die Wallfahrtstradition wieder aufgenommen.